# 10143 Kamogawa
10143 Kamogawa (1994 AP1) là một tiểu hành tinh vành đai chính được phát hiện ngày 8 tháng 1 năm 1994 bởi A. Sugie ở Đài thiên văn Dynic. Nó được đặt theo tên Kamo River in Japan.